# Sergej Superata
Sergej Superata är en sovjetisk kanotist.
Han tog bland annat VM-guld i K-2 500 meter i samband med sprintvärldsmästerskapen i kanotsport 1981 i Nottingham.